# Mycetophila abbreviata
Mycetophila abbreviata är en tvåvingeart som beskrevs av Landrock 1914. Mycetophila abbreviata ingår i släktet Mycetophila och familjen svampmyggor. Arten är reproducerande i Sverige. Inga underarter finns listade i Catalogue of Life.